# 白石みき
白石 みき（しらいし みき、1982年11月15日 - ）は、日本のタレント、リポーター、ファッションモデル、女優。

## 人物・来歴

### 概要
東京都出身。モデルをしていた母親の影響のもと、3歳よりモデルとしてデビュー。
現在はTBS系『日立 世界・ふしぎ発見!』ミステリーハンター、TBS『カイモノラボ』、BS12『賢者の選択』MCとしてレギュラー出演中。趣味はカメラ、水泳、自転車。特技はマラソン、乗馬（ライセンス5級）、ピアノ（10年）、書道（四段）。2009年4月からブルーミングエージェンシー所属。

### 詳細
1985年の3歳からモデルのキャリアをスタートし、1997年に雑誌『ピチレモン』5月号の“スクールヘア”企画から誌面に登場。それ以降ピチモエース（トップモデル）の一角として活躍した。
2001年には女優として映画デビューし、2004年にはテレビドラマにデビューした。
2003年から王様のブランチにブランチリポーター（ブラン娘）として出演した。
2006年にイメージDVD『Liberty Rose』を発売している。続けて2009年には写真集『Pure White』と、イメージDVD『Milky White』を発売している。
2007年には舞台『月の子供（本多劇場 作演出：秦建日子）』で舞台デビューした。また、女優業と自身のピアノ経験を活かす形でローランド製作のDVD『セサミでドレミ』に出演。
2008年から坂本雄次トレーナーの指導の下、本格的にマラソンに取り組み始めた。大会デビューは2008年『湘南国際マラソン』10kmの部。（過去のマラソン大会への出場歴は後述『#マラソン大会出場歴』セクションを参照）
2009年からTBS『日立 世界・ふしぎ発見!』でミステリーハンターを務めた。
2011年からは声優として キネコ国際映画祭 （旧キンダー・フィルム・フェスティバル）で生吹き替えを演じている。これまでにはらぺこあおむし、ジュリアン、ピーターラビット、ムーン、チアボーイ、ピノキオ、きかんしゃトーマス、うさぎのモフィを演じている。
2011年からは毎年『徳島阿波踊り』に日立化成の『日立化成ポリマー連』の先頭で出演している。2018年現在で8年連続出場となっている。
2012年11月に日立 世界・ふしぎ発見!でアルゼンチン・パタゴニア地方を取材した際に、現地のイケメンガウチョのホアキン氏に感銘を受け、乗馬クラブに通い始めたのち、2013年には乗馬ライセンス5級を取得。2015年に放送された番組『My Value My Way（フジテレビ）』で乗馬姿を披露した。ブログで「乗馬でお仕事！夢が叶った〜」と綴っている。
2014年10月発売の雑誌『いろはにキモノ vol.3（美しいキモノ臨時増刊号）』では、過去に母も同誌でモデルを務めたこともあり、母娘2代に渡ってモデルを務めることを実現させている。
2018年4月から雑誌『FRaU』Web版の"TRIP"カテゴリーにて連載『ミステリーハンター白石みきの旅DIARY』を開始。月2回の更新が予定されている。
2018年4月8日に、一般男性との入籍を公式ブログ発表した。
2020年1月25日、第1子女児を出産。
2020年4月、ジェイアイプロモーションに移籍した。
TBS『王様のブランチ』で共演したブランチリポーターたち（竹井美咲、森山愛子、はしのえみ、英玲奈、中村明花、中村優など）とは番組を卒業した後も親交が厚い。また同番組で共演した優香や出水麻衣アナや、同じ事務所の先輩にあたる牧瀬里穂とも公私ともに親交がある。
ピアスの穴を開けていないので可愛いイヤリング探しに苦労している。イヤリングのお気に入りのブランドは ADER、stcat、Jouete mimikazari、ete、gren など。

## 出演

### テレビ
【出演中】（新着順）
- 日立 世界・ふしぎ発見!（TBS）ミステリーハンター（2009年10月〜）累計36回出演
  1. 第1517回『中国･最新秘境紀行 新世界遺産と少数民族の恋祭り』（2019年6月22日）
  2. 第1509回『トルコ イスタンブール 〜秘宝 グルメ 伝説の猫～』（2019年3月23日）
  3. 第1475回『失われた大陸 ジーランディアの謎』（2018年6月2日）
  4. 第1459回『見たこともない世界へようこそ！今行くべき国 ポルトガル』（2018年1月6日）
  5. 第1435回『日本史最大の謎 消えた義経を追え』（2017年6月3日）
  6. 第1423回『ラオスのことは何も知らなかったけど、ラオスは□□□□だった』（2017年2月4日）
  7. 第1406回『マヤ 最新調査報告』（2016年8月27日）
  8. 第1384回『移転まで二六八日 築地春夏秋冬完結編』（2016年2月13日）
  9. 第1378回『アクティブ脳活ライフ！頭を元気にする秘密』（2015年12月5日）
  10. 第1366回『美味しいもの続々登場 築地四季物語 春夏の巻』（2015年8月15日）
  11. 第1363回『初登頂150周年 ザ マッターホルン ストーリー』（2015年7月18日）
  12. 第1357回『黄金の秋！最も美しいニュージーランドの秘密』（2015年5月30日）
  13. 第1341回『東京駅100年物語』（2014年12月13日）
  14. 第1331回『黒柳徹子 不老不死伝説 100歳まで元気に美しく生きる方法』（2014年9月13日）
  15. 第1328回『地球最後のフロンティア 真夏の深海ミステリー』（2014年8月23日）
  16. 第1320回『完成100年！世界をむすぶパナマ運河と黄金文明の謎』（2014年6月21日）
  17. 第1314回『五輪開催都市TOKYO すべての始まりは江戸にあった！』（2014年4月26日）
  18. 第1307回『金運・恋愛運・仕事運ぜーんぶアップ 台湾開運紀行』（2014年2月15日）
  19. 第1299回『海底宮殿の謎 封印されたローマ帝国の記憶』（2013年12月7日）
  20. 第1288回『海を渡った写楽を追え！イオニア海の至宝ギリシャ・コルフ島』（2013年9月14日）
  21. 第1275回『日本・カンボジア 絆物語』（2013年5月25日）
  22. 第1269回『南インドミステリー紀行 海底に眠るセブンパゴダの謎を追え！』（2013年4月13日）
  23. 第1261回『ロマンチック・パタゴニア』（2013年2月2日）
  24. 第1254回『太古の海は生きていた！カザフスタン 白きロストワールドの秘密』（2012年11月24日）
  25. 第1246回『氷河はクールに語る 絶景カナディアン・ロッキーの真実』（2012年10月13日）
  26. 第1241回『ヨーロッパのタイムカプセル 不思議で美味しいアゾレス』（2012年8月11日）
  27. 第1229回『古代アラビアミステリー ヨルダン 未知なる地上絵の謎』（2012年5月12日）
  28. 第1216回『大江戸ミステリー 日本橋誕生の秘密』（2012年1月21日）
  29. 第1197回『フランスの楽園！花もグルメもノルマンディ』（2011年8月3日）
  30. 第1194回『オーストリア額縁紀行 絵になる風景に秘められたアルプスの謎』（2011年7月23日）
  31. 第1184回『元祖クールジャパン！百万都市お江戸の謎』（2011年4月30日）
  32. 第1168回『元禄事件外伝 赤穂浪士への旅』（2010年12月11日）
  33. 第1155回『花と！美女と！太陽と！美しきプロヴァンス オクシタニアの女たち』（2010年8月7日）
  34. 第1152回『オトナを酔わす迷宮 モロッコの秘密』（2010年7月17日）
  35. 第1137回『あなたの知らない温泉天国 台湾』（2010年3月13日）
  36. 第1129回『甦るイースター島伝説 歩け！歩くんだ！モアイ！』（2010年1月16日）
  37. 第1121回『世界遺産と美味しいフランス・ミステリー』（2009年11月7日）
  38. 第1119回『パルミラ 蘇る！謎の地下世界と悲劇の女王』（2009年10月24日）
- 日立 世界・ふしぎ発見!（TBS）番組内VTR出演
  1. 『1300回記念スペシャルミステリーハンターが夢でした！』（2013年12月14日）
  2. 『スーパー絶景2012スペシャル』（2012年1月28日）
- カイモノラボ レギュラー・メインMC（2011年4月〜放映中）TBS ishop
- Leader & Innovation 賢者の選択 ナビゲーター（2011年5月1日〜放映中）BS11

【過去の出演番組】（新着順）
- 天空のスペクタクル ～オーロラ・四季の絶景～（2018年12月25日）NHK総合
- JNNふるさと紀行『コウチ×旅美人』共演：倉本康子（2018年7月1日）BS-TBS
- 別冊！王様のブランチ『児嶋がブランチMCの座を狙いレギュラーコーナーのロケ体験』はしのえみ・鈴木あきえ・熊井友理奈・小林麗菜・他（2018年1月27日）TBS
- クイズプレゼンバラエティー Qさま!! 現役東大生・京大生が選んだ「21世紀に登録されたスゴイ世界遺産」ランキングベスト20から出題SP（2017年7月24日）テレビ朝日
- ジョブチューン アノ職業のヒミツぶっちゃけます! 人気司会者＆俳優・女優が大集合！テレビの裏側全部ぶっちゃけます！3時間SP（2017年4月22日）TBS
- まる得マガジン 夏こそ温めて健康に！ペットボトル温灸術（2016年8月1～4日、8～11日 全8回）NHK Eテレ
- ぶら旅ハワイ！～楽園アクティ美ティ ホノルルスペシャル～ 白石みき・近藤しづか・キンタロー（2016年5月4日）テレビ東京
- 技術立国にっぽんの財産！最先端テクノロジーで未来を変える メインMC（2016年2月27日）BSジャパン
- My Value My Way（2015年12月3日）フジテレビ
- BS10 It's SHOWタイム キネコ国際映画祭出演者ゲスト（2015年8月2日〜10日）スターチャンネル
- リバーダンスの奇跡 ～魂のアイルランド紀行～（2015年2月22日）BS-TBS
- Beauty Recipe ～キレイになる賢い時間の過ごし方～（2014年1月30日）フジテレビ
- 第57回 東京高円寺阿波おどり 2013 生中継番組 司会（共演：山崎まさや）JCOM（2013年8月25日）
- コレ買いダネ!! MC（2013年5月9日、8月21〜23日）TBS
- 旅RUNガール 2（2013年4月6日）テレビ東京
- 西谷綾子のランドリ！ゲスト出演（2012年4月12日）TOKYO MX
- 熱中スタジアム『エンジョイ！ランニング』（2011年12月5日）NHK BSプレミアム
- ミサワホーム Presents『南極日和スペシャル 第二弾』メインMC（2011年11月3日）BS朝日
- 美の壺『納涼！日本の夏スペシャル・住』共演：草刈正雄、石橋蓮司、五明樓玉の輔（2011年8月2日）NHK BSプレミアム
- グッと身近になる!あおもりリゾート列車の旅（2011年2月19日）BSフジ
- ミサワホーム Presents『南極日和スペシャル』メインMC（2011年1月1日）BS朝日
- お笑い記者グランプリ2010 テレビガイド記者役（2010年12月18日）テレビ東京
- ズームイン!!SUPER まるQリポーター（2010年10月6日）日本テレビ
- HIS『中国江南5都市4日間』（2010年5月31日）テレビ神奈川
- WWEスポーツ予備校（共演：博多花丸）メインMC（2010年4月7日）Jスポーツ
- 第二のふるさと新発見（2009年12月23日）TBS
- おもいっきりPON!『お手を拝借!手相でスッPON!』ゲスト出演（2009年12月11日）日本テレビ放送網
- チュー'sDAYコミックス 侍チュート!（2009年11月3日、10日）MBS
- easy sports（2009年4月20日〜24日）テレビ朝日
- ドライブ A GO!GO!（2009年2月22日）テレビ東京
- 2時っチャオ!（2009年2月2日）TBS
- まる得マガジン ～簡単ルールで大人の字を書く～（2008年10月6日〜23日）NHK教育
- 第四回 おとなの学力検定スペシャル小学校教科書クイズ!（2008年9月30日）日本テレビ
- 観たい食べたい遊び隊 アンジャッシュ&白石みきの熊本&天草ゴーゴGO（2008年9月27日）熊本県民テレビ
- 仙台港アウトレット大作戦!（2008年9月27日）東北放送
- スポーツナビ ランニングのススメ 共演：千葉真子、ルー大柴（2008年7月3日）スポナビライブ
- e-天気.net 未来天気TV〜100年後の日本はどうなるの？〜（2008年6月6日〜7月31日）スカパー・ブロードキャスティング
- saku saku（2008年6月2日〜6日）TVK
- 一攫千金!日本ルー列島（2008年5月16日）フジテレビ
- 石田ism（2008年4月）twellv テレビ埼玉
- 第三回 おとなの学力検定スペシャル小学校教科書クイズ!（2008年3月30日）日本テレビ
- 一攫千金ヤマワケQ! "責任者はお前だ!" 第3回（2008年3月25日）ABC
- 後チャオ!（2008年3月19日）TBS
- ぷれミーヤ!（2008年3月15日, 4月12日）テレビ朝日
- 行列のできる法律相談所（2008年3月9日）日本テレビ
- 脳内エステ IQサプリ（2008年1月19日）フジテレビ
- ドライブ A GO!GO!（2008年1月6日、13日）テレビ東京
- 大笑点（2008年1月1日）日本テレビ
- 幹事さまぁ〜ず 女だらけの大新年（生）アイドルいちご祭り2008（2008年1月1日）日本テレビ
- 第二回 おとなの学力検定スペシャル小学校教科書クイズ!（2007年12月30日）日本テレビ
- 徳光・中居の豪快年忘れ! 超一流アスリート感謝祭 ～スゴ技モテ芸グランプリ～（2007年12月27日）日本テレビ
- 賞金4億円! 松方 新庄 長州力が巨大カジキを釣り上げた!（2007年12月27日）日本テレビ
- 第一回 おとなの学力検定スペシャル小学校教科書クイズ!（2007年10月9日）日本テレビ
- 元祖!でぶや（2007年6月19日）テレビ東京
- 天才!志村どうぶつ園（2007年5月19日, 7月7日）日本テレビ
- クイズ!ヘキサゴンII（2006年12月20日, 2007年5月30日）フジテレビ
- ダウンタウンDX（2006年11月）ytv
- クイズ!紳助くん（2006年10月）ABC
- うぇぶたま（2006年10月〜2007年3月）テレビ東京
- 芸恋リアル（2006年8月14日）ytv
- ドライブ A GO!GO!（2006年8月6日）テレビ東京
- インパクト!（2006年5月1日）フジテレビ
- ハヌッセンの館（2006年4月15日）日本テレビ
- 踊る!さんま御殿!!（2005年8月2日）日本テレビ
- 王様のお夜食（2003年11月〜 2004年10月）TBS
- 王様のブランチ（2003年11月〜2008年12月）TBS

### 映画
（新着順）
- ソフトボーイ（2010年6月19日公開）東映
- 包帯クラブ（2007年公開）東映
- FROG RIVER（2001年公開）

### テレビドラマ
（新着順）
- 金曜プレステージ・弁護士 朝吹里矢子 〜古都・稚い証言にゆらぐ老舗〜 鈴木美佳 役（2010年12月10日）フジテレビ
- TAXMEN 第2話 ゲスト出演（2010年1月18日）
- ザ・クイズショウ 第2シーズン（主演：櫻井翔）アシスタントプロデューサー・小山希 役（2009年4月〜6月）日本テレビ
- NHK連続テレビ小説『瞳』藤田舞役 第9週目〜（2008年5月〜9月）NHK
- 一週間の恋（2006年1月6日）TBS
- ブラザー☆ビート（2005年11月17日）TBS
- 世界の中心で、愛をさけぶ（2004年8月6日）TBS
- オレンジデイズ（2004年6月20日）TBS

### 舞台
- 月の子供（2007年2月7日〜18日、本多劇場） 作演出：秦建日子

### CM
（新着順）
- 一般財団法人 日本健康管理協会（2012年8月〜）
- タイ国際航空『THAI BARGAIN! キャンペーン』メーンパーソナリティー（2009年4月1日〜9月30日）
- アクサダイレクト（2007年〜2011年）
- モーターアップ イメージモデル（2208年11月27日）
- Dr. Scholl's メディキュット『寝ながらメディキュット編』（2008年11月3日）
- カンロ
- 江崎グリコ
- 小林製薬
- アイメディカル

### 新聞
- 連載中 旅コラム『みきのトラベルトーク』中日新聞・中日旅行ナビぷらっと[14]（2011年1月6日〜連載中）
- 中日新聞『旅するキモチ』インタビュー掲載（2010年7月20日）
- 読売新聞『スタジオ発』インタビュー掲載（2009年5月11日）

### 雑誌
（新着順）
- 連載中 FRaU Web版『ミステリーハンター白石みきの旅DIARY』ブログ連載 月2回更新予定（2018年4月1日〜連載中）講談社
- 日経BP 日経ビジネス（2017年11月3日）
- 25ans ヴァンサンカン（2016年5月28日）
- hbハミングバーズ vol.4（2015年11月18日）
- Number Do 2015年春号 文藝春秋（2015年03月25日）
- シティリビング東京版『ミステリーハンター厳選！OLトラベルスタイル』（2015年2月20日）
- ハースト婦人画報社 いろはにキモノ vol.3（2014年10月23日）
- ベースボールマガジン社 ランニングマガジン クリール 11月号（2014年09月22日）
- 角川書店 東京ウォーカー（2014年9月2日発売号)
- ベースボールマガジン社 ランニングマガジン クリール 10月号（2014年8月22日）
- FILT『白石みきに学ぶランニングを楽しみコツ』（2013年3月20日）
- 美的 3月号（2013年1月23日）
- 美人百花 2月号『この本読んでみて！ナビ』（2013年1月12日）
- 美的 6月号『やわらか美人がまとう、美白のよろいをパパラッチ』（2012年4月23日）
- BODY+ 2011年10月号 実業之日本社（2011年8月23日）
- BODY+ 2010年2月号 実業之日本社（2010年12月25日）
- デジキャパ！2010年10月号 表紙グラビア・自身の作品掲載（2010年9月20日）
- KKベストセラーズ CIRCUS MAX『あのCM美女に逢いたい』（2010年7月10日）
- 美的 7月号『美人ミステリーハンターが教える快適コスメ』（2010年5月23日）
- ランニングスタイル 表紙モデル＆インタビュー（2009年7月9日）エイ出版社
- iモードで遊ぼう 2008年11月号 グラビア＆インタビュー（2008年11月7日）
- ソフトダーツ・バイブル インタビュー（2008年7月28日）
- 週刊プレイボーイ グラビア（2008年7月7日）集英社
- 週刊ヤングジャンプ グラビア（2008年7月3日）
- 週刊ヤングジャンプ 表紙＆グラビア（2007年11月1日）
- STYLE 2007年12月号 DHCコスメ体験特集（2007年10月28日）講談社
- 週刊プレイボーイ グラビア 2007年11月5日号（2007年10月22日）集英社
- With
- Seventeen
- JJ bis
- ピチレモン

### ラジオ
（新着順）
- ももいろクローバーZのSUZUKI ハッピー・クローバー!「ミステリーハンターから学ぶ世界の絶景学」の先生役（2019年3月24日）TFM
- Blue Ocean リポーター（2013年11月21日）TFM
- HAPPINESS "new style"（2013年5月19日）J-WAVE
- よんぱち 中継リポーター（2012年12月21日）TFM
- TOKYOFMサンデースペシャル  ザバス presents Beauty Runner Forum 司会（2012年9月16日）TFM
- Flowers（2012年5月14日, 17日）松本英子、Chigusaの代行 JFN
- シナプス『よ・み・き・か・せ』絵本朗読（2011年12月8, 15日）TFM, エフエム福島
- JOGLIS RUN GIRLS レギュラーパーソナリティ（2011年8月〜2012年9月24日）TFM
- Blue Ocean ゲスト出演（2011年7月11日）TFM
- ZIP-FM SMILEDELI！（パーソナリティ：空木マイカ）ゲスト出演（2010年8月5日）
- おしゃべりクイズ 疑問の館 ゲスト出演（2009年9月22日）NHKラジオ第一放送
- 白石みきのハッピー・ガーデン（2005年10月〜2006年3月）
- 白石みきのハッピー・ウェーブ（2005年4月〜9月）

### イベント
- キネコ国際映画祭 （旧キンダー・フィルム・フェスティバル）
  1. 23rd キネコ国際映画祭 2015　MC・声優 映画生吹き替え『きかんしゃトーマス』『うさぎのモフィ』（2015年8月14, 15日）
- キンダー・フィルム・フェスティバル（現キネコ国際映画祭）
  1. 22nd キンダー・フィルム・フェスティバル 2014 - MC・声優 映画生吹き替え『チアボーイ』『ピノキオ』（2014年8月14〜16日）
  2. 21st キンダー・フィルム・フェスティバル 2013 - MC・声優 映画生吹き替え・ナレーション『ピーターラビット』『Moon』（2013年8月8, 10日）
  3. 20th キンダー・フィルム・フェスティバル 2012 - MC・声優 映画生吹き替え『ジュリアン』（2012年8月16, 17日）
  4. 19th キンダー・フィルム・フェスティバル 2011 - 声優 映画生吹き替え・ナレーション『はらぺこあおむし』（2011年8月18日）
  5. 18th キンダー・フィルム・フェスティバル 2010 - MC（2010年8月22日）
- 徳島市阿波踊り
  1. 徳島市阿波踊り2018 日立化成ポリマー連 先頭（2018年8月12〜15日）
  2. 徳島市阿波踊り2017 日立化成ポリマー連 先頭（2017年8月12〜15日）
  3. 徳島市阿波踊り2016 日立化成ポリマー連 先頭（2016年8月12〜15日）
  4. 徳島市阿波踊り2015 日立化成ポリマー連 先頭（2015年8月12〜15日）
  5. 徳島市阿波踊り2014 日立化成ポリマー連 先頭（2014年8月12〜15日）
  6. 徳島市阿波踊り2013 日立化成ポリマー連 先頭（2013年8月12〜15日）
  7. 徳島市阿波踊り2012 日立化成ポリマー連 先頭（2012年8月12〜15日）
  8. 徳島市阿波踊り2011 日立化成ポリマー連 先頭（2011年8月12〜15日）

（新着順）
- 花總まり 花の会の東京ファンミーティング 司会（2017年2月18日-東京／2月26日-大阪）
- スカイスキャナー ブロガーイベント トークショー（2016年9月27日）
- NZ航空 就航75周年 日本就航35周年 イベント at マンダリンオリエンタル東京（2015年10月28日）
- 奈良国際旅行フェア 2015 at 大阪ステーションシティ 時空の広場（2015年10月24日）
- JTB主催 シティリビング読者女性限定イベント（2015年10月16日）
- 日本パナマ友好協会講演会 ゲスト（2015年5月31日）
- グランフロント大阪 オータムイベント アウトドアフェア at うめきた広場内うめきたSHIPホール トークショー（2014年10月26日）
- JAPAN JAMAICA FESTIVAL 2014 ペースランナー（2014年9月14日）
- 株式会社ボルテックス 15周年記念パーティ 司会（2014年9月4日）
- 日本を明るく元気に! 2013 よい仕事おこしフェア at 東京国際フォーラム 司会（2013年8月6, 7日）
- 賢者の選択 放送400回記念パーティー MC（2012年7月11日）
- 第6回 スイーツマラソンin愛知 スターター（2012年1月29日）
- JOGLIS RUN GIRLS イベント at 東京タワー（2011年8月23日）TOKYO FM
- 東京タワー人力ライトアップ（2011年8月22日）
- アタックNeo 抗菌EXパワー presents『Fine ＆ Refresh Run』（2011年7月24日）
- Hands Together 東日本大震災 被災地・被災者長期支援プロジェクト（2011年6月13日）
- イタリアンジェラート マリオジェラテリア イベント（ゲスト：速水もこみち）メインMC（2010年9月16日）
- 旅するキモチ！「世界感じよう！」トークショー ゲスト出演（2010年7月30日）
- 第8回 24時間グリーンチャリティーリレーマラソン in 東京ゆめのしま ゲスト（2009年6月13日）
- 第7回 24時間グリーンチャリティーリレーマラソン in 東京ゆめのしま プレゼンター（2008年6月14, 15日）
- アメーバイベント『アメブロで見つけよう！お気に入り芸能人blog』MC（2008年8月5日）
- 第6回 24時間グリーンチャリティーリレーマラソン in 東京ゆめのしま プレゼンター（2007年6月9日）

### WEB
（新着順）
- シコウヒンTV 第248回 後編[15]（2015年9月〜）
- シコウヒンTV 第248回 前編[16]（2015年9月〜）
- 生活総合情報サイト ALL About MICO × フィリピン観光省『白石みきさんが出会う わたしが見つけたキュートなマニラ』[17]（2013年5月〜）
- カービュー『スバル アイサイト 試乗体験レポート』（2011年4月11日〜5月11日）
- オレンジページnet『ごはんフォト日記』全4回（2011年1月18〜28日）
- with U ライフスタイルマガジン インタビュー掲載 ユニリーバ（2010年5月23日）
- カービュー 雪道レース企画（2010年1月17日）
- 記念日工房 メインMC（共演：引地洋輔）動画配信サービス Ameba Studio（アメスタ）全44回放送（2007年10月13日〜2008年12月20日）
- Savarin（スイーツ検索サイト）インタビュー（2008年10月2日）

### 写真集
- Pure White（2009年11月15日）ワニブックス（撮影：HIJIKA）ISBN 978-4847042195

### DVD
- Milky White（2009年12月18日）イーネット・フロンティア
- セサミでドレミ（2007年11月12日）ローランド
- Liberty Rose（2006年6月30日）ターンテーブル

## マラソン大会出場歴
- ブログで公表されているマラソン大会出場歴（新着順）
  1. ホノルルハーフマラソン・ハパルア 2016（2016年4月10日）
  2. 第40回 千葉マリンマラソン 10kmの部（2015年1月24日）
  3. JAPAN JAMAICA FESTIVAL 2014 5kmの部 ペースランナー（2014年9月14日）
  4. 第32回 富里スイカロードレース大会 2014（2014年6月22日）
  5. 第33回 フロストバイトロードレース 2014 ハーフマラソンの部（2014年1月19日）
  6. Number Do 駅伝 2013 池田美穂→白石みき→大櫛エリカ→浅利そのみ（2013年8月31日）
  7. 第11回 南アルプス桃源郷マラソン 2013（2013年4月14日）
  8. 東京マラソン 2013（2013年2月24日）
  9. 津シティマラソン 2013 5kmの部（2013年1月26日）
  10. 第14回 谷川真理ハーフマラソン（2013年1月13日）
  11. 奈良マラソン 2012 10kmの部（2012年12月8日）
  12. 第24回 諏訪湖マラソン 2012 ハーフマラソン（2012年11月4日）
  13. 第10回 全国スイーツマラソンin千葉（2012年10月21日）
  14. 第2回 草津温泉熱湯マラソン（2012年9月9日）
  15. シンデレラ基礎編 in 箱根あじさいコース トレイルランニング（2012年7月22日）
  16. 第35回 池上本門寺花祭り 家族健康マラソン大会 10kmの部（2012年4月15日）
  17. 第10回 南アルプス桃源郷マラソン 2012（2012年4月8日）
  18. 東京マラソン 2012（2012年2月26日）
  19. 東京ゲートブリッジ完成記念スポーツフェスタ（2012年1月27日）
  20. 荒川30Kマラソン（現 東京30Kマラソン）2012（2012年1月21日）
  21. 第27回 NAHAマラソン（2011年12月4日）
  22. 荒川30Kマラソン（現 東京30Kマラソン）2011（2011年10月8日）
  23. RunGirl★Night vol.2 5kmの部（2011年9月19日）
  24. 東京マラソン 2011（2011年2月27日）
  25. 第20回 東京ベイ浦安シティマラソン ハーフマラソン（2011年2月6日）
  26. 第8回 24時間グリーンチャリティーリレーマラソン in 東京ゆめのしま 4時間の部 篠原友希子、白石みき、柳野玲子、辻村麻衣子（2009年6月14日）
  27. 第3回 湘南国際マラソン 10kmの部（2008年11月16日）←大会デビュー
  28. 第7回 24時間グリーンチャリティマラソン in 東京ゆめのしま プレゼンター＆1100m出場（2008年6月14, 15日）